# Деян Лазаревич
Деян Лазаревич (словен. Dejan Lazarević, нар. 15 лютого 1990, Любляна) — словенський футболіст, фланговий півзахисник італійського «Сассуоло» і національної збірної Словенії.

## Клубна кар'єра
Народився 15 лютого 1990 року в місті Любляна. Вихованець юнацьких команд футбольних клубів «Домжале» та «Дженоа».
У дорослому футболі дебютував 2008 року в Італії виступами за команду клубу «Дженоа», в якій провів два сезони, взявши участь лише у 2 матчах чемпіонату. 
Згодом з 2010 по 2015 рік грав у складі команд клубів «Торіно», «Падова», «Дженоа», «Модена» та «К'єво».
До складу клубу «Сассуоло» приєднався на початку 2015 року.

## Виступи за збірні
2006 року дебютував у складі юнацької збірної Словенії, взяв участь у 11 іграх на юнацькому рівні, відзначившись одним забитим голом.
Протягом 2010–2012 років залучався до складу молодіжної збірної Словенії. На молодіжному рівні зіграв d 11 офіційних матчах, забив 7 голів.
2011 року дебютував в офіційних матчах у складі національної збірної Словенії.

## Статистика виступів

### Статистика клубних виступів
| Сезон             | Команда           | Чемпіонат         | Чемпіонат | Чемпіонат | Національний кубок | Національний кубок | Національний кубок | Континентальні кубки | Континентальні кубки | Континентальні кубки | Інші змагання | Інші змагання | Інші змагання | Усього | Усього |
| Сезон             | Команда           | Ліга              | Ігор      | Голів     | Ліга               | Ігор               | Голів              | Ліга                 | Ігор                 | Голів                | Ліга          | Ігор          | Голів         | Ігор   | Голів  |
| ----------------- | ----------------- | ----------------- | --------- | --------- | ------------------ | ------------------ | ------------------ | -------------------- | -------------------- | -------------------- | ------------- | ------------- | ------------- | ------ | ------ |
| 2009–10           | «Дженоа»          | A                 | 2         | 0         | КІ                 | 0                  | 0                  | ЛЄ                   | 0                    | 0                    | -             | -             | -             | 2      | 0      |
| 2010–11           | «Торіно»          | B                 | 32        | 0         | КІ                 | 2                  | 0                  | -                    | -                    | -                    | -             | -             | -             | 34     | 0      |
| 2011–12           | «Падова»          | B                 | 30        | 1         | КІ                 | 2                  | 1                  | -                    | -                    | -                    | -             | -             | -             | 32     | 2      |
| 2012–13           | «Модена»          | B                 | 34        | 5         | КІ                 | 0                  | 0                  | -                    | -                    | -                    | -             | -             | -             | 34     | 5      |
| 2013–14           | «К'єво»           | A                 | 14        | 1         | КІ                 | 0                  | 0                  | -                    | -                    | -                    | -             | -             | -             | 14     | 1      |
| 2014-2015         | «К'єво»           | A                 | 8         | 1         | КІ                 | 1                  | 0                  | -                    | -                    | -                    | -             | -             | -             | 9      | 1      |
| Усього «К'єво»    | Усього «К'єво»    | Усього «К'єво»    | 22        | 2         |                    | 1                  | 0                  |                      | -                    | -                    |               | -             | -             | 23     | 2      |
| 2014–15           | «Сассуоло»        | A                 | 20        | 0         | КІ                 |                    |                    | -                    | -                    | -                    | -             | -             | -             | 20     | 0      |
| Усього за кар'єру | Усього за кар'єру | Усього за кар'єру | 140       | 8         |                    | 5                  | 1                  |                      | -                    | -                    |               | -             | -             | 145    | 9      |

### Статистика виступів за збірну
| Дата       | Місто     | Господарі | Результат | Гості                | Турнір            | Голи | Примітки |
| ---------- | --------- | --------- | --------- | -------------------- | ----------------- | ---- | -------- |
| 15-11-2011 | Любляна   | Словенія  | 2 – 3     | США                  | товариський матч  | -    | 88'      |
| 6-2-2013   | Любляна   | Словенія  | 0 – 3     | Боснія і Герцеговина | товариський матч  | -    | 60'      |
| 22-3-2013  | Любляна   | Словенія  | 1 – 2     | Ісландія             | Відбір до ЧС 2014 | -    | 52'      |
| 31-5-2013  | Білефельд | Туреччина | 0 – 2     | Словенія             | товариський матч  | -    | 90'      |
| Усього     |           | Матчів    | 4         |                      | Голів             | 0    |          |